# Trattato di Francoforte
Il trattato di Francoforte (in francese Le traité de Francfort, in tedesco Friede von Frankfurt) fu firmato nella città tedesca il 10 maggio 1871 e mise fine alla guerra franco-prussiana del 1870-1871. Il trattato fu concluso al termine di negoziazioni condotte tra Adolphe Thiers e il cancelliere Otto von Bismarck il 26 febbraio 1871 e dopo la ratifica da parte del parlamento francese il 1º marzo.

## Contenuti

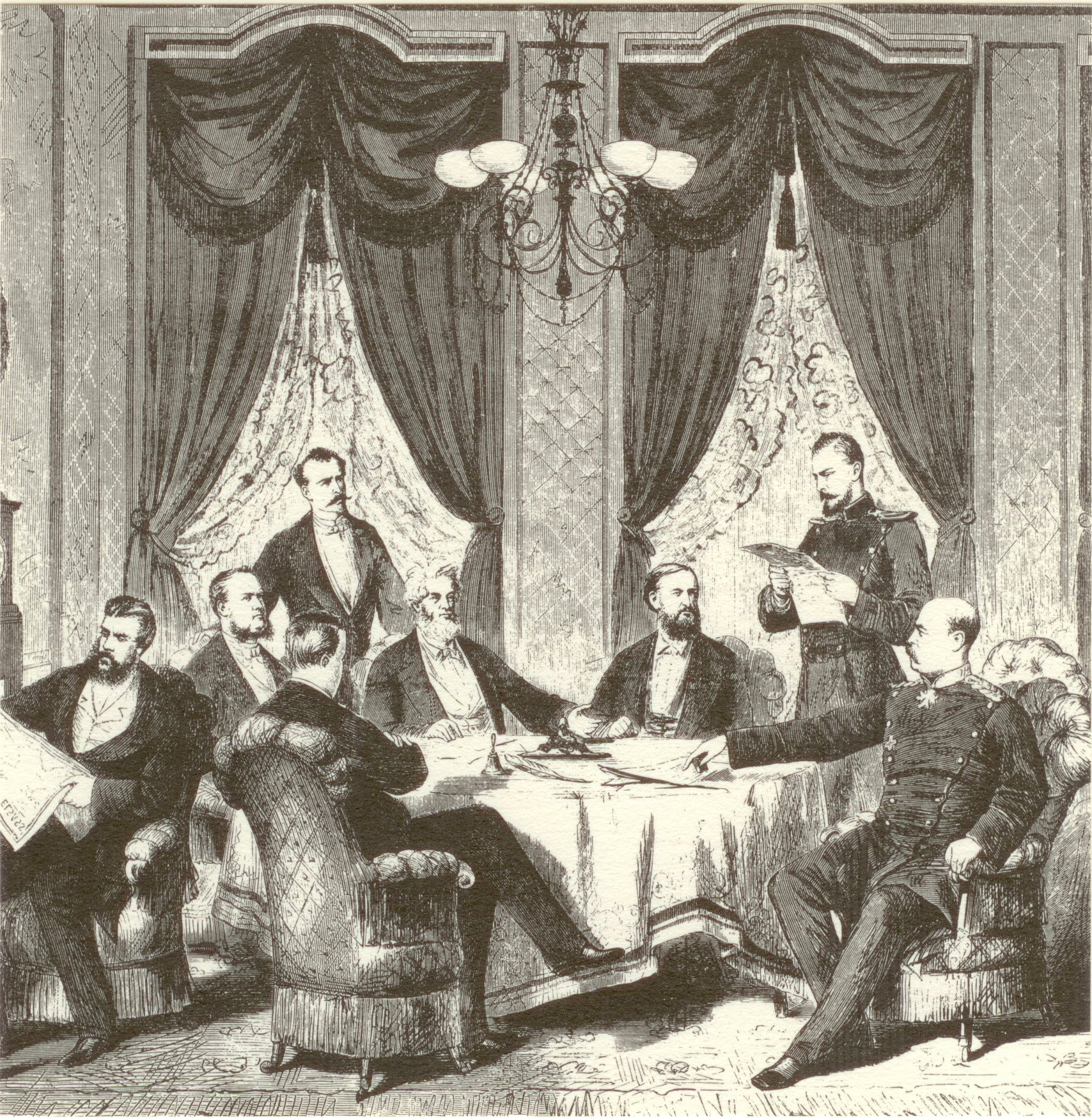
Bismarck e altri delegati discutono le clausole del trattato di Francoforte all'hôtel Zum Schwan. Incisione su legno, Illustrirte Zeitung, 3 giugno 1871.

Dopo la fine dell'armistizio, durato dal 28 gennaio al 19 febbraio 1871, che aveva posto termine alle ostilità e aveva segnato la conclusione dell'assedio di Parigi e dopo che un nuovo parlamento francese era stato eletto per garantire l'accettazione dei termini del trattato, le due nazioni che avevano combattuto la guerra, la Francia ed il Regno di Prussia giunsero ad un accordo preliminare intorno ai punti del trattato il 26 febbraio a Versailles. Bismarck propose condizioni di pace che implicavano la cessione alla Germania dell'Alsazia e della Lorena, comprese Metz e Thionville, e che garantivano all'Impero ulteriori arrotondamenti nella stessa Lorena, ovvero i territori compresi tra Mars-la-Tour e Saint-Privat che erano stati teatro di aspri scontri tra prussiani e francesi e che ospitavano vasti cimiteri di guerra.
Questi territori erano stati ottenuti, assieme al permesso assegnato ai militari prussiani di marciare nel centro della capitale francese il 1º marzo (stesso giorno in cui l'Assemblea nazionale ratificò il trattato), come alternativa al rifiuto da parte di Thiers di cedere Belfort. Oltre alle vaste aree lorenesi e alsaziane, i prussiani ottennero un'indennità di guerra di 5 miliardi di franchi d'oro che sarebbero stati pagati in tre anni, con l'obbligo dell'esborso, nel corso del primo anno, di un 1 miliardo di franchi.
Le casse statali francesi non possedevano però una simile somma di denaro, per cui intervenne la famiglia Rothschild. La prestigiosa banca s'impegnò pertanto a saldare il debito.
Il documento inoltre sanciva l'occupazione dell'est della Francia da parte delle forze armate tedesche fino a che non fosse stata pagata l'indennità.
Una clausola del trattato permetteva agli alsaziani e lorenesi di conservare la nazionalità francese se avessero lasciato la regione entro il 1º ottobre 1872 oppure di rimanere in Germania e ottenere la cittadinanza tedesca. Altre clausole del trattato chiarirono l'uso delle vie d'acqua navigabili in Alsazia-Lorena e regolarono il commercio fra i due paesi. Si raggiunse un accordo anche sulla restituzione dei prigionieri di guerra.

## Conseguenze
La risoluzione di Francoforte ebbe l'effetto di polarizzare, in funzione schiettamente antitedesca, la politica francese per i successivi quarant'anni, alimentando quel sentimento di revanche, ovvero di rivincita (revanscismo) che deflagrerà  con la prima guerra mondiale. La Francia non dimenticò le conseguenze del documento di Francoforte, né poté recuperare in futuro la posizione di dominio nell'Europa continentale che aveva mantenuto fino al 1870. L'asse dell'egemonia europea, grazie al compimento dell'opera bismarckiana che ne realizzò il trasferimento a beneficio del rivale tedesco, veniva sottratto definitivamente alla Francia, uscita prostrata dal conflitto.
Sul piano economico le conseguenze per i francesi furono pesanti: la Francia per effetto del trattato perse 1.447.000 ettari (14.500 km quadrati) di territorio, 1.694 villaggi e 1.597.000 cittadini. Come conseguenza della perdita delle risorse naturali in Alsazia-Lorena (miniere di ferro e carbone), circa il 20% del potenziale di estrazione minerario e siderurgico francese andò cancellato. La Francia avrebbe rispettato i termini del trattato di Francoforte nella loro interezza fino al 1914, anno della nuova apertura delle ostilità tra i due paesi con l'esplosione del primo conflitto mondiale.